# Incidente del General Sherman
L'incidente del General Sherman (in coreano: 제너럴셔먼호 사건?, Jeneoreol Syeomeonho sageonLR), fu la distruzione della nave mercantile americana General Sherman a seguito di un tentativo da parte dell'equipaggio della nave di aprire il commercio con il Joseon nel 1866.

## Contesto

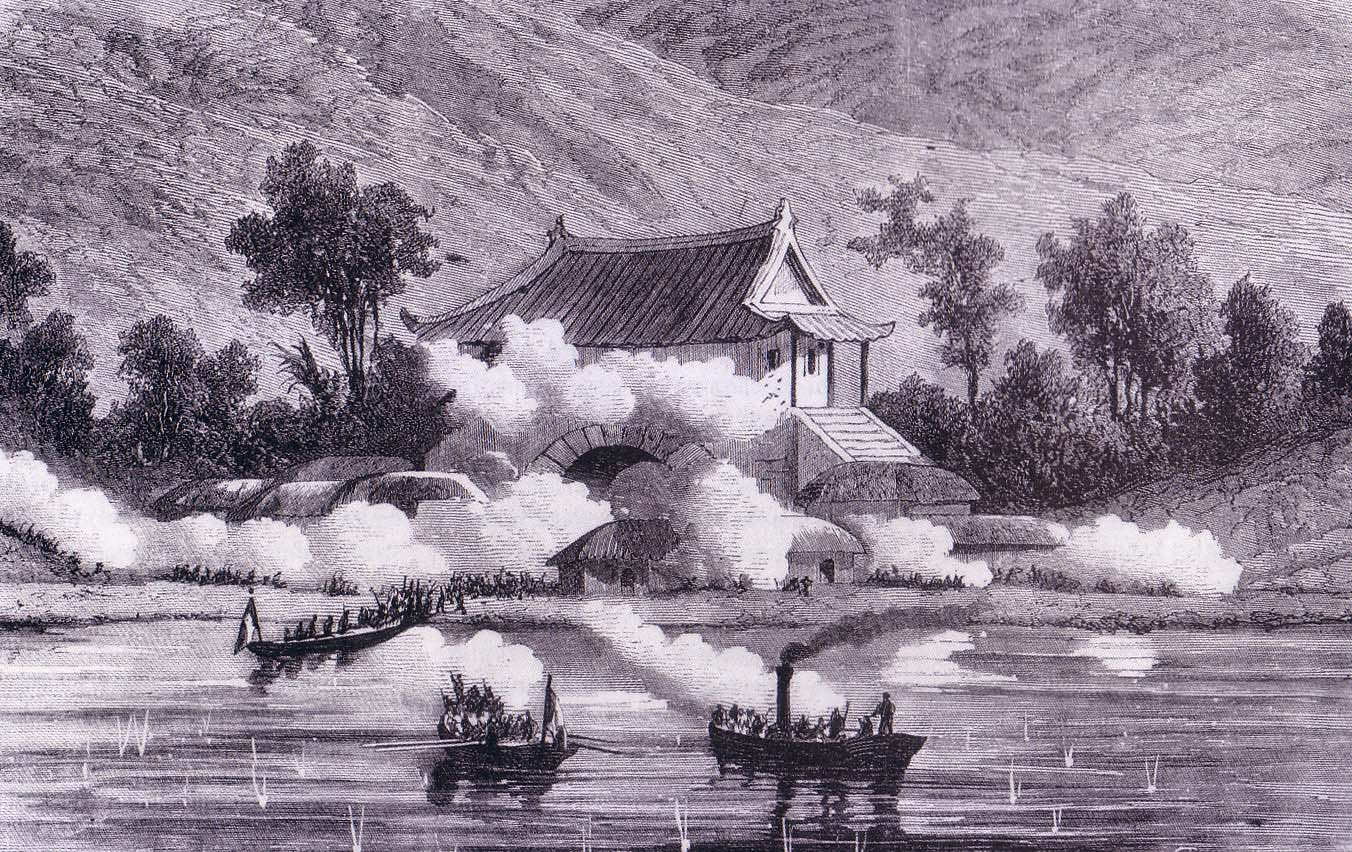
Un'illustrazione della campagna francese contro la Corea

Dal 1392 la penisola di Corea era governata della dinastia Joseon, sotto la quale la Corea, conosciuta in Occidente come il regno eremita, adottò una politica isolazionista in risposta alle invasioni da parte della Cina e del Giappone. Questa politica rimase in vigore durante il XIX secolo, un periodo che vide il rapido aumento dell'imperialismo occidentale in Asia.
La crescente influenza occidentale in Asia vide i missionari cristiani recarsi nella regione per fare proselitismo, il che li portò a entrare in conflitto con vari governi asiatici. In Cina le attività dei missionari occidentali portarono indirettamente alla rivolta dei Taiping, durante la quale i ribelli cristiani guidati da Hong Xiuquan si rivoltarono contro il governo Qing. Nel 1866, in risposta a questi sviluppi e a quella che i reali di Joseon percepivano come una religione sovversiva, il reggente Heungseon Daewongun iniziò una serie di persecuzioni contro i cristiani coreani. Durante queste persecuzioni furono uccise 8000 persone, tra cui diversi missionari francesi, provocando la fallimentare spedizione francese in Corea, che riaffermò l'isolazionismo coreano.
I mercanti stranieri che cercavano di recarsi in Corea per commerciare venivano respinti dai funzionari locali, anche se il governo coreano cercava di mantenere relazioni amichevoli con le potenze occidentali. Gli Stati Uniti, come le potenze europee, cercavano di espandere la propria influenza in Asia. Nel 1854 avevano costretto lo shogunato Tokugawa ad aprire il Giappone al commercio estero e i mercanti americani speravano che un processo simile potesse portare anche all'apertura della Corea.

## L'incidente

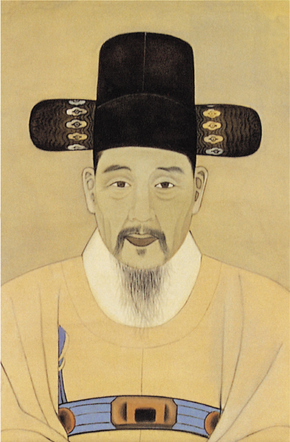
Un ritratto di Park Gyu-su

Determinata a costringere il governo coreano a porre fine al suo isolazionismo, il General Sherman, uno shooner mercantile armato di proprietà dell'uomo d'affari di Boston W. B. Preston, si recò in Corea. L'equipaggio della nave era composto dal capitano Page e dal primo ufficiale Wilson (entrambi americani), dal supercargo inglese George Hogarth e da tredici membri asiatici dell'equipaggio, tra i quali il marinaio e interprete cinese Chao Ling Feng, due piloti dello Shandong e dieci marinai provenienti da Pechino, dalla Malesia e dalla Cina (forse ex soldati al servizio di Henry Andres Burgevine). A bordo c'erano anche un cambiavalute di Guangzhou, il missionario gallese Robert Jermain Thomas e Preston.
Prima di partire per la Corea l'equipaggio della nave acquistò scorte di tessuti di cotone, specchi e oggetti in stagno e in vetro dalla ditta commerciale britannica Meadows and Co. di Tianjin e si recò a Yantai, per poi di partire verso le acque coreane il 9 agosto 1866. Entrato nel fiume Taedong il 16 agosto, il General Sherman fece frequenti soste per consegnare la Bibbia agli abitanti dei villaggi coreani. I funzionari coreani informarono ripetutamente Page che la nave non era autorizzata a commerciare in Corea, ma gli avvertimenti furono ignorati dall'equipaggio. 
Dopo aver ricevuto notizie sul General Sherman e sul suo viaggio, Daewongun credette che il mercantile fosse una nave da guerra francese inviata per vendicare la morte di alcuni sacerdoti cattolici. Ordinò quindi al governatore della provincia di Pyongan, Park Gyu-su, di informare l'equipaggio che se non si fossero allontanati sarebbero stati giustiziati. Nel frattempo il General Sherman, avendo valutato male la profondità del fiume a causa di una temporanea mareggiata,  si incagliò nel fiume al ritiro della marea. Il 27 agosto, l'equipaggio inviò una scialuppa per procurarsi rifornimenti. La scialuppa fu intercettata da una giunca che trasportava l'ufficiale coreano Yi Hyon-ik, un subordinato di Park Gyu-su. L'equipaggio del General Sherman prese in ostaggio gli occupanti della giunca. Park Gyu-su cercò di negoziare il loro rilascio, ma l'equipaggio rispose chiedendo riso, oro, argento e ginseng in cambio del rilascio degli ostaggi.
Una folla di civili, che si era radunata vicino al mercantile incagliato, si arrabbiò a tal punto per la situazione che iniziò ad attaccare il General Sherman con frecce, pietre e razzi hwacha. Nel caos che seguì, il soldato coreano Park Chong-wun prese una scialuppa e riuscì a salvare Yi Hyon-ik. In risposta, il General Sherman iniziò a sparare con i suoi cannoni da 12 libbre contro i civili, uccidendone sette. Il 2 settembre, Daewongun inviò delle truppe coreane con l'ordine di distruggere il mercantile incagliato. I coreani tentarono inizialmente di distruggere il General Sherman costruendo un kobukson ("nave testuggine") improvvisato, protetto da lamiere e pelli bovine e dotato di un cannone nascosto. Il cannone del kobukson si rivelò insufficiente per penetrare la corazza del General Sherman e il fuoco di ritorno uccise un membro dell'equipaggio della nave da guerra coreana.
Dopo il fallimento del primo attacco, i coreani misero insieme delle piccole barche cariche di legna da ardere, salnitro e zolfo, le incendiarono e le mandarono alla deriva verso il General Sherman. I primi tre brulotti mancarono il bersaglio e una seconda ondata rimbalzò sullo scafo del sul General Sherman, ma la terza ondata incendiò il mercantile. L'equipaggio e i passeggeri abbandonarono la nave statunitense, ma furono uccisi dai civili infuriati che si trovavano sulla riva. La morte di Thomas, avvenuta presumibilmente mentre tentava di consegnare una Bibbia al suo assassino, fu in seguito dipinta come un atto di martirio. I cannoni del General Sherman furono recuperati dal governo coreano, che festeggiò la positiva risoluzione dell'incidente.

## Conseguenze

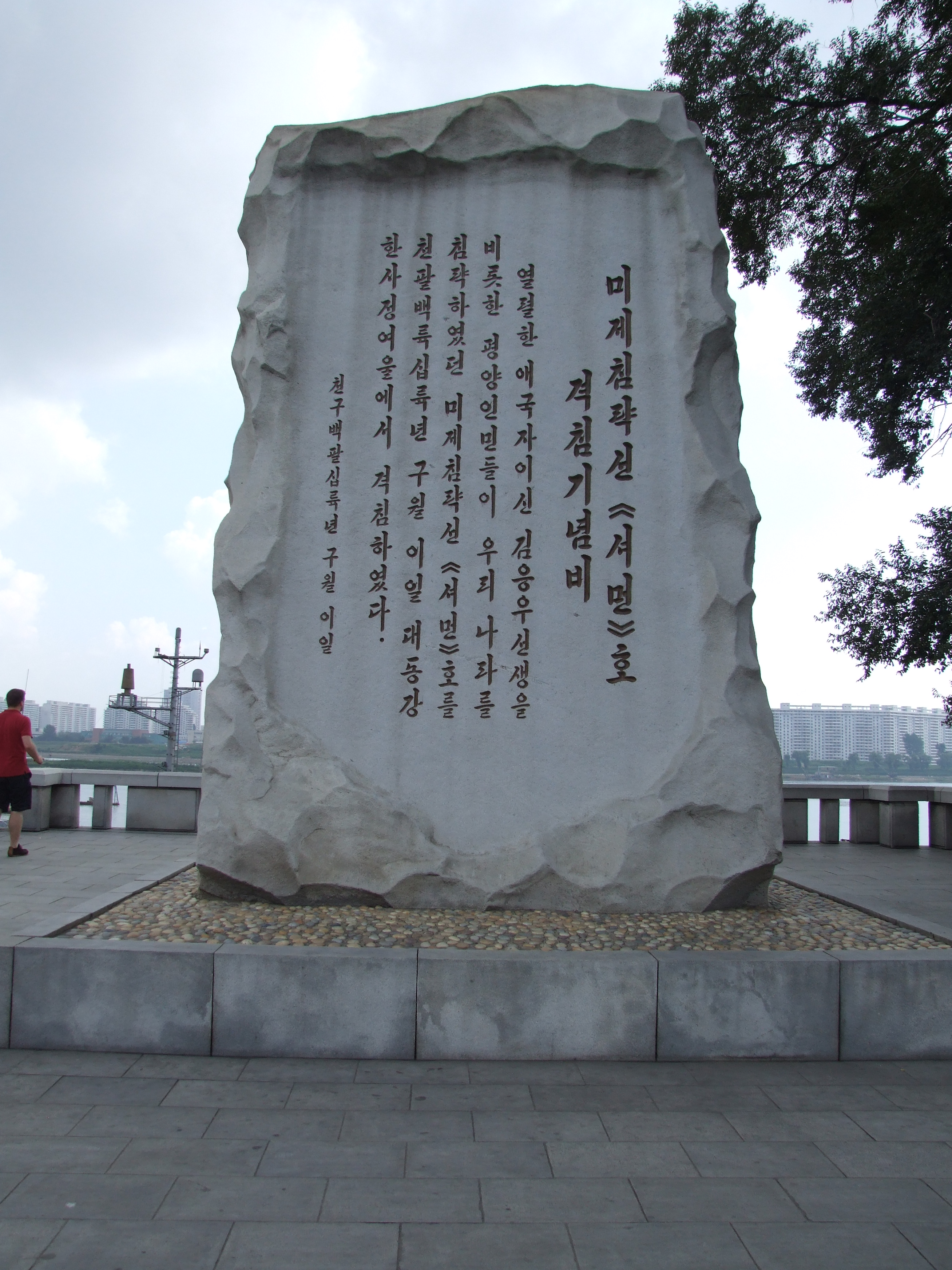
Monumento commemorativo dell'incidente del General Sherman a Pyongyang

Il governo degli Stati Uniti rimase all'oscuro della sorte del General Sherman, poiché i funzionari coreani si astennero dall'informare le loro controparti americane dell'accaduto. Ciò era dovuto in parte al fatto che il governo coreano riteneva che il General Sherman fosse una nave britannica o francese, e in parte al fatto che si temevano ritorsioni o richieste di riparazioni. Diversi ufficiali della U.S. Navy condussero indagini in Corea nel 1867 e nel 1868, ma i funzionari coreani elusero le loro domande sul General Sherman. Nel frattempo la spedizione francese in Corea aveva messo in ombra l'incidente.
Nel 1871 il dipartimento di Stato degli Stati Uniti inviò una spedizione in Corea per indagare sulla scomparsa del General Sherman e per negoziare un trattato che avrebbe aperto la Corea al commercio estero.